# Zagórz (województwo zachodniopomorskie)
Zagórz – osada leśna w Polsce położona w województwie zachodniopomorskim, w powiecie goleniowskim, w gminie Nowogard.
W latach 1975–1998 miejscowość administracyjnie należała do województwa szczecińskiego.
W miejscowości znajduje się największa w Polsce farma wiatrowa, 15 turbin o łącznej mocy 30 MW, roczna produkcja – 67000 MWh.